# Krzysztof Hołub
Krzysztof Hołub (* 27. Juli 2000) ist ein polnischer Hürdenläufer, der sich auf die 400-Meter-Distanz spezialisiert hat. Auch seine Mutter Beata Hołub war als Leichtathletin aktiv und sein Bruder Jan Hołub ist Schwimmer.

## Sportliche Laufbahn
Erste internationale Erfahrungen sammelte Krzysztof Hołub im Jahr 2019, als er bei den U20-Europameisterschaften in Borås mit 52,34 s im Halbfinale über 400 m Hürden ausschied. 2021 schied er bei den U20-Europameisterschaften in Tallinn mit 50,89 s ebenfalls im Semifinale aus und im Jahr darauf kam er bei den Europameisterschaften in München mit 50,12 s nicht über den Vorlauf hinaus. 2023 wurde er bei der 1. Liga der Team-Europameisterschaft im Rahmen der Europaspiele in Chorzów in 49,97 s Zweiter im B-Lauf, ehe er bei den World University Games in Chengdu in 50,04 s den siebten Platz belegte. Zudem kam er mit der polnischen 4-mal-400-Meter-Staffel im Vorlauf zum Einsatz und trug damit zum Gewinn der Silbermedaille bei. Im Jahr darauf kam er bei den Europameisterschaften in Rom mit 50,42 s nicht über den Vorlauf hinaus.
In den Jahren 2022 und 2023 wurde Hołub polnischer Meister im 400-Meter-Hürdenlauf.

## Persönliche Bestzeiten
- 400 m Hürden: 49,36 s, 3. August 2023 in Chengdu